# Anreppen
Anreppen ist ein südlicher Stadtteil von Delbrück in Nordrhein-Westfalen, Deutschland. Anreppen hat 1527 Einwohner.

## Ortsname
Die Ersterwähnung nennt den Ort "Anripe" und in modernem Niederdeutsch lautet der Name "Anreippen". Er wird als 'am Uferrand' gedeutet.

## Geographie

### Geographische Lage
Anreppen liegt im südöstlichen Winkel der Westfälischen Bucht direkt nördlich der Lippe bei 51° 45′ n. Br., 8° 34′ ö. L. auf einer Höhe von 90 m ü. NN. Laut der heute meist benutzten Einteilung im Handbuch der naturräumlichen Gliederung Deutschlands liegt der Ort in der Untereinheit 540.20 Obere Lippetalung, die zu der Teileinheit 540.2 Ostmünsterländer Sande, der Haupteinheit 540 Ostmünsterland und der Haupteinheitengruppe 54 Westfälische Bucht gehört.

### Ortsgebiet
Die Ortschaft hat eine Fläche von 10 km². 

### Nachbarorte
Beginnend im Westen grenzt Anreppen im Uhrzeigersinn an die Delbrücker Stadtteile Boke, die Kernstadt Delbrück, Ostenland und Bentfeld, sowie die Salzkottener Stadtteile Scharmede und Thüle. Diese Orte gehören alle dem Kreis Paderborn an.

### Ortsgliederung
Zu Anreppen gehören der Ortskern Anreppen und Lesterberg, der Siedlungsschwerpunkt der Ortschaft.

### Geologie
Im Bereich der Lippeniederung entstanden in der Kreidezeit Kalk- und Mergelstein als Sediment in Meeren. In der Eiszeit entstanden dann unter Gletschern und Inlandeis Grundmoränen, die hier über den genannten Gesteinen als Geschiebemergel und Kies erscheinen.
Darüber wurden durch die Lippe zusätzlich Sand und Kies aus der Senne herangeführt und abgelagert. Im Bereich von Flüssen und Bächen kam es auch zu alluvialen Ablagerungen und auch die Moore entstanden im Holozän. Durch den Wind wurde der Sand zu Dünen geformt, die heute weitgehend abgebaut sind. Aus den Sanden entstand Podsol, bei dem eine Ortsteinschicht das Wurzelwachstum behindert. Im Bereich der Lippeaue entstanden durch Ablagerung von Schwebstoffen Auenlehme.

### Klima
Anreppen gehört wie Ostwestfalen-Lippe insgesamt zum ozeanischen Klimabereich Nordwestdeutschlands, dem es geringe Temperaturgegensätze und milde Winter verdankt. Allerdings sind schon kontinentale Einflüsse wirksam. So liegt die Temperatur im Sommer höher und die Nächte sind kühler als in größerer Nähe zur Küste. An der Abmilderung der Niederschlagsmenge und der höheren Zahl an Sonnentagen sind allerdings auch die umliegenden Mittelgebirge beteiligt.

## Geschichte

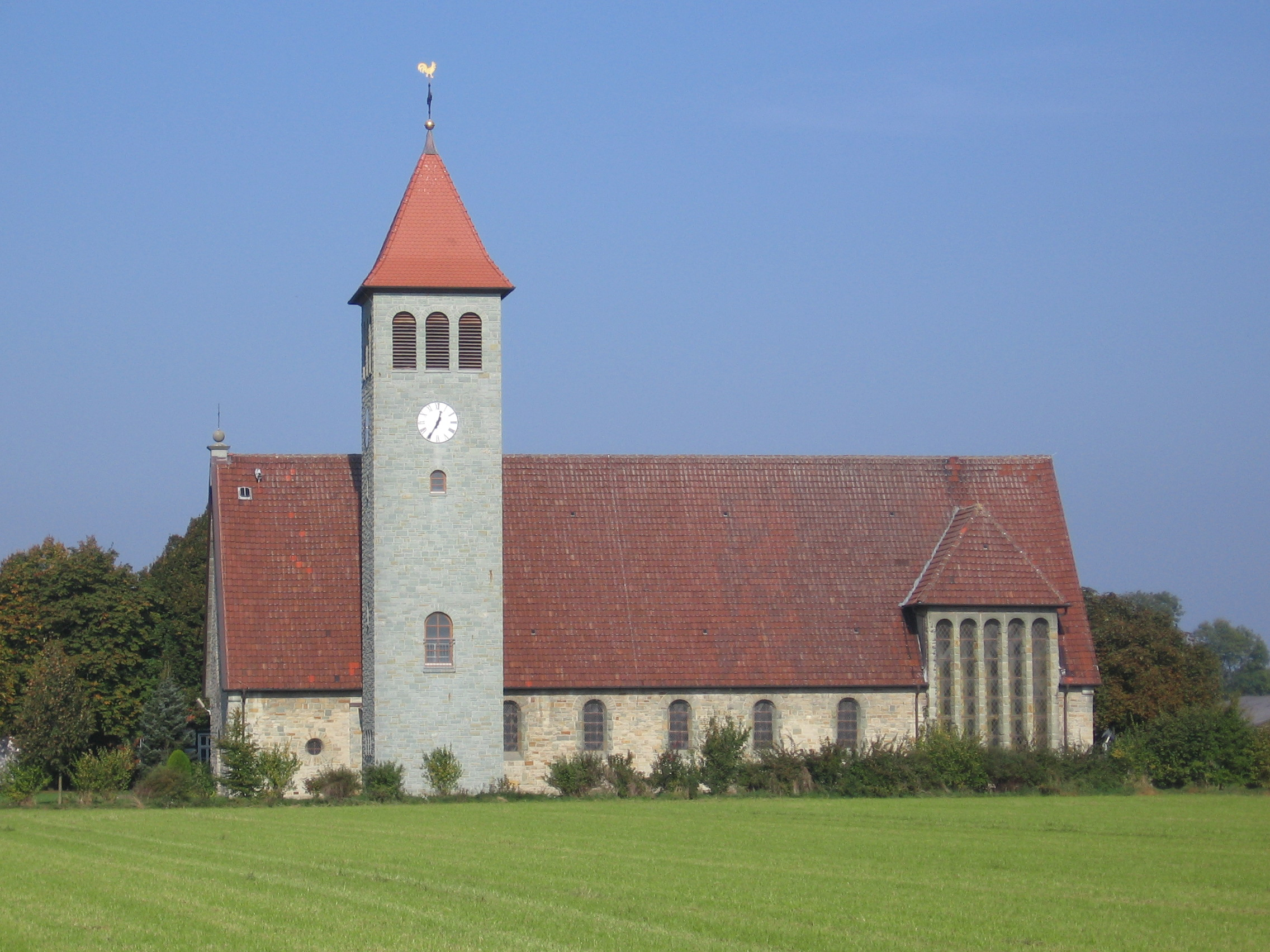
Die katholische Kirche St. Josef in Anreppen

Anreppen ist überregional bekannt durch das 4–5 nach Chr. erbaute Römerlager Anreppen. In diesem zur Zeit der augusteischen Germanenkriege erbauten Lager waren bis zu 6000 Legionäre untergebracht. Es diente vermutlich als vorgeschobene Nachschubbasis für die dauerhafte Einverleibung Germaniens in das Römische Reich. Das an der Lippe gelegene Lager wurde wahrscheinlich nach der Varusschlacht von den abziehenden römischen Truppen geräumt. Die erste urkundliche Erwähnung fand Anreppen im Jahr 1250.
Anreppen gehörte bis zu den Napoleonischen Kriegen zum Küchenamt Boke im Hochstift Paderborn. Im Königreich Westphalen bildete der Ort von 1807 bis 1813 die Gemeinde Anreppen im Kanton Ringboke des Distrikts Paderborn im Departement der Fulda. 1816 kam die Gemeinde Anreppen zum neuen Kreis Büren, in dem sie bis 1938 zum Amt Boke und danach bis 1974 zum Amt Salzkotten-Boke gehörte. Durch das Sauerland/Paderborn-Gesetz wurden die drei Lippegemeinden dieses Amtes, Anreppen, Bentfeld und Boke mit den Gemeinden des Amtes Delbrück des alten Kreises Paderborn zur neuen Stadt Delbrück im neuen Kreis Paderborn zusammengelegt. Rechtsnachfolgerin der Gemeinde Anreppen ist die Stadt Delbrück, Rechtsnachfolgerin des aufgelösten Amtes Salzkotten-Boke die Stadt Salzkotten.

## Einwohnerentwicklung
| Jahr                | Einwohner |
| ------------------- | --------- |
| 1961 ( 6. Juni)     | 791       |
| 1970 (27. Mai)      | 843       |
| 1973 (31. Dezember) | 899       |
| 1974 (30. Juni) ¹   | 940       |
| 2010 (30. Juni)     | 1353      |
| 2012 (30. Juni)     | 1371      |
| 2013 (30. Juni)     | 1362      |
| 2014 (30. Juni)     | 1391      |
| 2021 (19. April)    | 1499      |

Der Anstieg der Bevölkerungszahl wurde durch den Neubau der Siedlung Lesterberg begünstigt.

## Politik

### Wappen
| Wappen des Dellbrücker Ortsteils Anreppen | Blasonierung: „In Gold ein schräglinksliegender schwarzer Kamm mit gekrümmten Zähnen.“                                    |
| Wappen des Dellbrücker Ortsteils Anreppen | Dieses Wappen war das der ehemaligen Familie von Anreppen und ist das Familienwappen der schwedischen Adelsfamilie Anrep. |

## Persönlichkeiten
- Blandina Ridder (geb. als Maria Ridder, * 4. Mai 1871 in Anreppen; † 22. Oktober 1916 in Köln), Krankenpflegerin und Ordensschwester der Cellitinnen
- Fritz Schopohl (geb. als Friedrich Anton Schopohl, * 22. Mai 1879 in Anreppen; † 29. Oktober 1948 in Berlin), Architekt
- Martin Lipsmeier (* 25. Dezember 1898 in Anreppen; † 29. September 1947 in der Sowjetunion), Bildhauer